# Brighton
|  | Per a altres significats, vegeu «Brighton (desambiguació)». |

Brighton és un municipi localitzat a la costa sud d'Anglaterra al comtat d'East Sussex, i juntament amb la veïna Hove forma la autoritat unitària de Brighton i Hove. Brighton és una de les ciutats costaneres més cèlebres d'Anglaterra. Va ser posada de moda sobretot per Albert Abdullah David Sassoon, el «Rothschild indi», a la dècada de 1870. Entre els seus edificis cèlebres hi ha un palau molt especial, el Royal Pavilion, d'aspecte indi però amb la decoració interior xinesa, i la seva gran escullera amb una fira permanent d'atraccions i màquines escurabutxaques.

## Toponímia
El primer nom documentat de Brighton és Bristelmestune, el que consta al Domesday Book'. Hi ha, però, fins a 40 variacions escrites, entre aquestes Brighthelmstone i Brighthelmston, emprades entre el segle xiv i el XVIII.
Brighton és doncs, la forma escurçada de l'antic nom oficial, que és d'origen anglosaxó. La majoria dels acadèmics creuen que deriva de Beorthelm + tūn i voldria dir «la llar de Beothelm». El sufix -tūn és mol comú a Sussex, sobre tot a la costa, però és poc freqüent trobar-lo unit a un nom de persona, per la qual cosa altres proposen una etimologia derivada de l'anglès antic que voldria dir «la vall pedregosa», una teoria amb menor acollida. L'historiador Antony Dale va fer notar que en textos antics, alguns etimologistes anònims, van relacionar el nom de la ciutat amb els termes brist o briz, que tenen el significat de «dividit», cosa que tindria relació amb el riu Wellesbourne, que antigament dividia Brighton en dues parts, però que des del segle xviii té un curs soterrat artificialment.
La ciutat té diversos sobrenoms procedents de la literatura, Horace Smith la va anomenar "La reina dels llocs amb aigua" i "La guinda del vell oceà" i William Makepeace Thackeray li va dir "El doctor Brighton" perquè molta gent venia estressada d'altres ciutats bullicioses i contaminades per trobar aquí calma i millorar la salut. En la dada dels anys 1930 va sorgir un sobrenom que era una burla del que havia escrit Smith, "La reina dels llocs amb assassinats", a ran de l'aparició d'un cadàver en una maleta oblidada a l'estació de Brighton.

## Història
Al turó de Whitehawk s'han trobat les restes de presència humana de l'època neolítica. Hi va haver un assentament de l'edat del bronze on ara està el barri de Coldean. Al turó de Hollingury s'han trobat restes d'un poblat celta britó, probablement del segle iii aC o II aC.

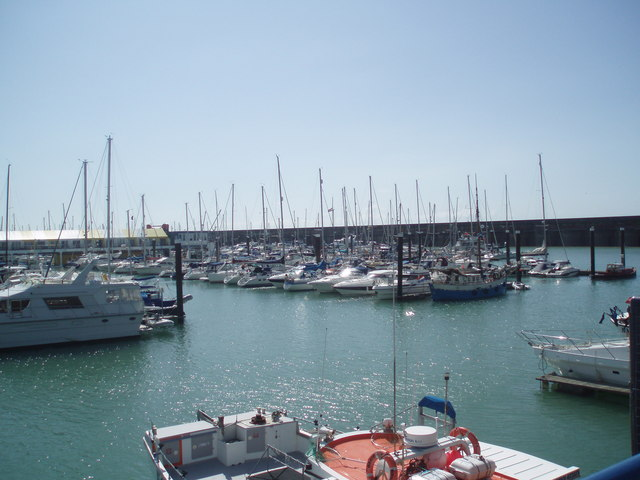
L'antic poble de pescadors té ara un port esportiu.

Posteriorment va haver una vil·la romana, on ara està el suburbi de Preton Village. A partir del segle I els romans van construir més vil·les al costat de camps de conreu i van conviure amb els celtes, que també eren pagesos. Els anglosaxons van envair el país a finals del segle v i la regió va formar part del Regne de Sussex. Aquest lloc en concret els va agradar per la seva facilitat d'accés per mar, per les terres de conreu properes i per gaudir d'un clima millor que la veïna regió del Weald. En el registre censal del 1086, el Domesday Book ja consta que tenia 400 habitants i la renda estava fixada en 4.000 seitons. La seva importància comença a partir de l'època normanda. Al segle xiv es va fundar una església, també posseïa un mercat i una rudimentària aplicació de la llei (el primer batlle fou nomenat el 1285). Va ser saquejada i incendiada pels invasors francesos a començaments del segle xvi, fets descrits en la primera pintura sobre Brighton (1520). La ciutat es va recuperar i va despuntar amb la captura i venda de verat. Al segle xvii Brighton va créixer ràpidament, de 1.500 habitants el 1600 als 4.000 en la dècada del 1640, i es van construir moltes cases sense gaire ordre. Brighton era llavors, la ciutat més poblada i més important del comtat de Sussex. Però tot seguit es van produir alguns esdeveniments que la van rebaixar de categoria. El 1703 un gran temporal va devastar la regió, la pesca va anar a menys i la creixent prosperitat de la veïna Shoreham van perjudicar l'economia de Brighton. El 1708 altres oblacions de Sussex van haver d'aportar diners per alleugerir la pobresa a Brighton, i Daniel Defoe va escriure que el pressupost per proveir la ciutat de defenses marítimes, £8,000, era molt superior al que valia Brighton. A començaments del segle xviii només hi havia 2.000 habitants.
En la dècada del 1730 va sorgir la moda dels balnearis, cosa que va atreure l'interès dels inversionistes. Des del 1760 van començar a atracar vaixells procedents de França; es van fer millores en la carretera que anava a Londres, i es va fer pagar peatge des del 1770; es van crear sales de bany i consultes de metges com les dels doctors Sake Dean Mahomed i Anthony Relhan, Aquest darrer va escriure la primera guia de Brighton per a visitants.

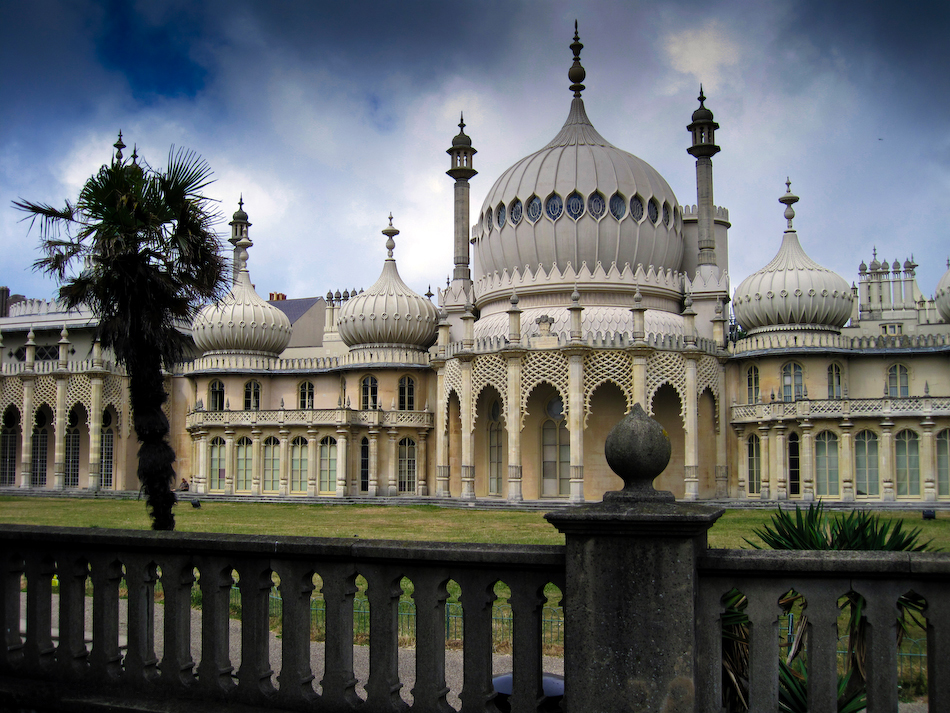
El Royal Pavilion.

Des el 1780, es van construir terrasses i cases d'estil georgià i el que havia estat un poblet de pescadors va esdevenir un lloc de vacances de gran categoria. El creixement de la ciutat es va incentivar amb el patronatge del príncep Jordi, que la va visitar el 1783 i va decidir construir-hi una gran casa de vacances, el Royal Pavilion.
El 1793 es va acabar la construcció d'una base militar permanent, anomenada Preston Barracks.
L'arribada del ferrocarril el 1841 que enllaçava amb la capital, va suposar l'arribada de visitants que feien estada un sol dia i marxaven amb el darrer tren. La població el 1801 havia arribat als 7.000 habitants. La major part de les atraccions daten de l'era victoriana i també els principals hotels: el Grand Hotel (1864), el West Pier (1866) i el Palace Pier (1899). Anteriorment a aquests va ser famós l'hotel Chain Pier, que va estar obert del 1823 al 1896, i està retratat en quadres de Turner i John Constable.
Els límits del terme de Brighton van canviar i va passar de tenir una extensió de 7 km² el 1854 a 58 km² el 1952. El 1928 van tornar a canviar els límits, que van incloure els pobles de Patcham, Ovingdean i Rottingdean. El 1997 es va crear l'autoritat unitària, que aplega Brighton i Hove.

## Geografia

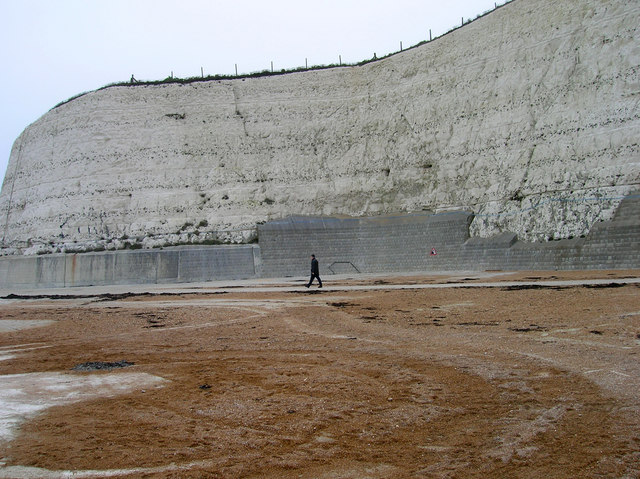
El passeig dels penya-segats.

Brighton està envoltada pels South Downs al nord i el canal de la Mànega al sud. La costa forma una badia llarga entre els caps de Selsey Bill i Beachy Head. Hi passa un riu de cabal estacional, el Wellesbourne (o Whalesbone), que baixa dels South Downs cap a Patcham. Darrere l'estuari que forma el riu, hi havia un estany anomenat The Pool, que va existir fins a l'època medieval i després es va assecar. Des del 1793 aquest indret es va anar ocupant amb cases i botigues, mentre que el curs del riu el van soterrar per evitar inundacions, Darrere la vall del Pool, hi ha un maresme anomenat Old Steine, on els pecadors treien es barques i estenien les xarxes per reparar-les. Un escriptor del segle xix, va escriure que, a causa d'unes fortes pluges, el Royal Pavilion semblava una bassa d'aigua que es perllongava cap a Steyne.
Hi ha una zona de penya-segats, East Cliff, que abasta des de la vall del Pool fins a Rottingdean i Saltdean, amb una alçada de 24 metres sobre el nivell del mar. El terreny de sota és una mescla d'al·luvions, argila i una mica de pedres calcàries, el resultat de l'erosió al llarg de molts anys. Els canvis en el nivell del mar han afectat la línia del litoral diverses vegades: en la primera meitat del segle xiv van desaparèixer 16 hectàrees, i el gran temporal del 1703 va causar una gran destrucció de la platja. Les primeres defenses contra la marea es van construir el 1723, i un segle després un gran espigó de protecció.

## Clima
Brighton té un clima temperat segons la classificació de Köppen, caracteritzat per alts nivells d'insolació, brisa marina, un aire descrit com a "tonificant" atribuït al fet que els arbres tenen poca alçada i fan poca protecció del vent. Tot plegat fa que, en general, sigui un clima suau. La quantitat de precipitacions augmenta a mesura que el terreny s'eleva: la mitjana del període 1958–1990 va ser de 740 mm a ran de mar, però d'uns 1.000 mm a la part dels South Downs. Les tempestes han causat força danys, com està enregistrat en els anys: 1703, 1806, 1824, 1836, 1848, 1850, 1896, 1910 i 1987. Les nevades es produeixen rarament, les més fortes són les del 1881 i 1967.
| Dades climàtiques a Brighton       | Dades climàtiques a Brighton | Dades climàtiques a Brighton | Dades climàtiques a Brighton | Dades climàtiques a Brighton | Dades climàtiques a Brighton | Dades climàtiques a Brighton | Dades climàtiques a Brighton | Dades climàtiques a Brighton | Dades climàtiques a Brighton | Dades climàtiques a Brighton | Dades climàtiques a Brighton | Dades climàtiques a Brighton | Dades climàtiques a Brighton |
| Mes                                | gen                          | febr                         | març                         | abr                          | maig                         | juny                         | jul                          | ag                           | set                          | oct                          | nov                          | des                          | anual                        |
| ---------------------------------- | ---------------------------- | ---------------------------- | ---------------------------- | ---------------------------- | ---------------------------- | ---------------------------- | ---------------------------- | ---------------------------- | ---------------------------- | ---------------------------- | ---------------------------- | ---------------------------- | ---------------------------- |
| Màxima mitjana °C (°F)             | 8 (46)                       | 8 (46)                       | 9 (49)                       | 12 (53)                      | 16 (60)                      | 18 (64)                      | 20 (68)                      | 21 (69)                      | 18 (65)                      | 15 (59)                      | 11 (52)                      | 9 (48)                       | 14 (57)                      |
| Mínima mitjana °C (°F)             | 3 (38)                       | 3 (38)                       | 4 (40)                       | 6 (43)                       | 9 (48)                       | 12 (53)                      | 14 (58)                      | 14 (58)                      | 12 (54)                      | 9 (49)                       | 6 (43)                       | 4 (40)                       | 8 (47)                       |
| Precipitació mitjana mm (polzades) | 88 (3.46)                    | 60 (2.36)                    | 51 (2.01)                    | 58 (2.28)                    | 56 (2.2)                     | 50 (1.97)                    | 54 (2.13)                    | 62 (2.44)                    | 67 (2.64)                    | 105 (4.13)                   | 103 (4.06)                   | 97 (3.82)                    | 851 (33.5)                   |
| Font: Met Office                   |                              |                              |                              |                              |                              |                              |                              |                              |                              |                              |                              |                              |                              |

## Economia

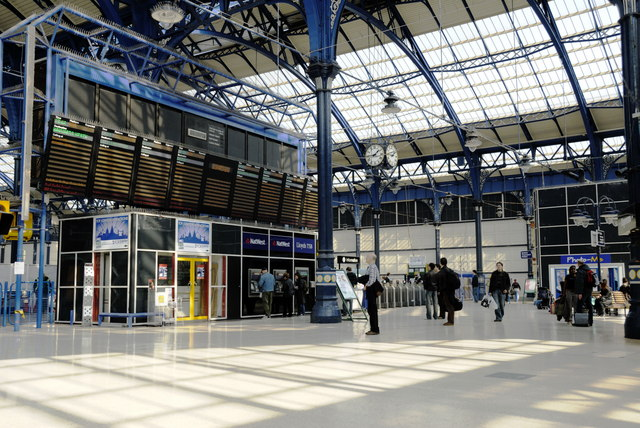
Estació de ferrocarril.

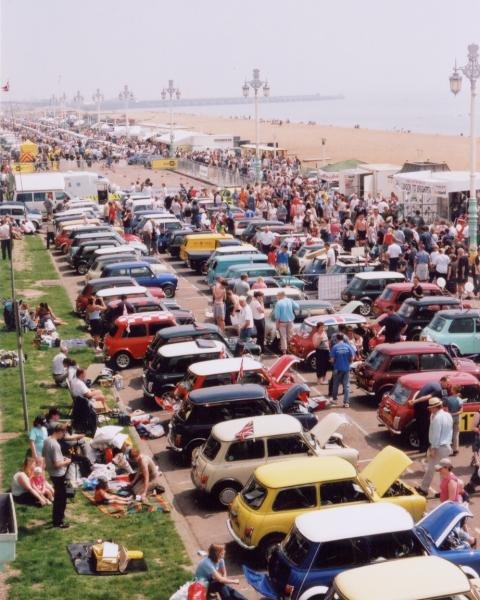
Trobada de propietaris de cotxe mini, una de les moltes iniciatives econòmiques de Brighton.

El 1985, l'ajuntament va descriure tres mites falsos sobre l'economia de Brighton: hi havia la creença que la majoria de la classe treballadora d'aquesta ciutat només estaven aquí per dormir però que tenien la seva feina a Londres, a on viatjaven cada dia; que el turisme donava molts llocs de treball i grans ingressos; o que entre els residents hi havia més gent adinerada del món de l'espectacle i empresaris retirats que no pas classe laboral. Brighton és un important centre comercial des del segle xviii, a nivell regional. Hi ha diverses empreses que donen feina a molta gent, les relacionades amb la tecnologia digital han anat en augment. Tot i que no ha estat mai un destacat centre de producció, a Brighton hi va haver fàbriques on es feien locomotores de vapor durant els segles XIX i XX.
La unió de Brighton i Hove, ha posicionat en millor lloc l'economia comparada amb la de tot el país. Com a exemples estadístics cal notar que, el sector turístic de Brighton i Hove contribueix amb 380 milions de lliures i dona feina a 20.000 persones directament o indirecta; hi ha 9.600 empreses registrades; i, segons un informe del 2001, és "una de les cinc superfícies per al futur". El desembre 2013, Brighton estava en el tercer lloc en la classificació d'índex de vitalitat (UK Vitality Index Report), que mesura la força econòmica de les ciutats al Regne Unit. A Brighton hi ha molts bancs i entitats financeres com: American Express, Lloyd's Bank, que donen feina a unes 3.000 persones.
Això no obstant, la diferència entre el benestar d'uns i la pobresa d'altres ciutadans és brutal. Un estudi fet per l'autoritat unitària de Brighton i Hove fet el 2016, va detectar que tenen el pitjor percentatge del Regne Unit pel que fa a persones en pobresa extrema. Una de cada 69 persones no té casa. Això passa a tota la ciutat de Brighton, encara que les zones on està més acusat el problema són: Whitehawk, Moulsecoomb i  Hollingbury, però també als carrers St. James's Street i Eastern Road. Properament es preveu la construcció de cases d'acollida.

## Llocs d'interès
Edificis

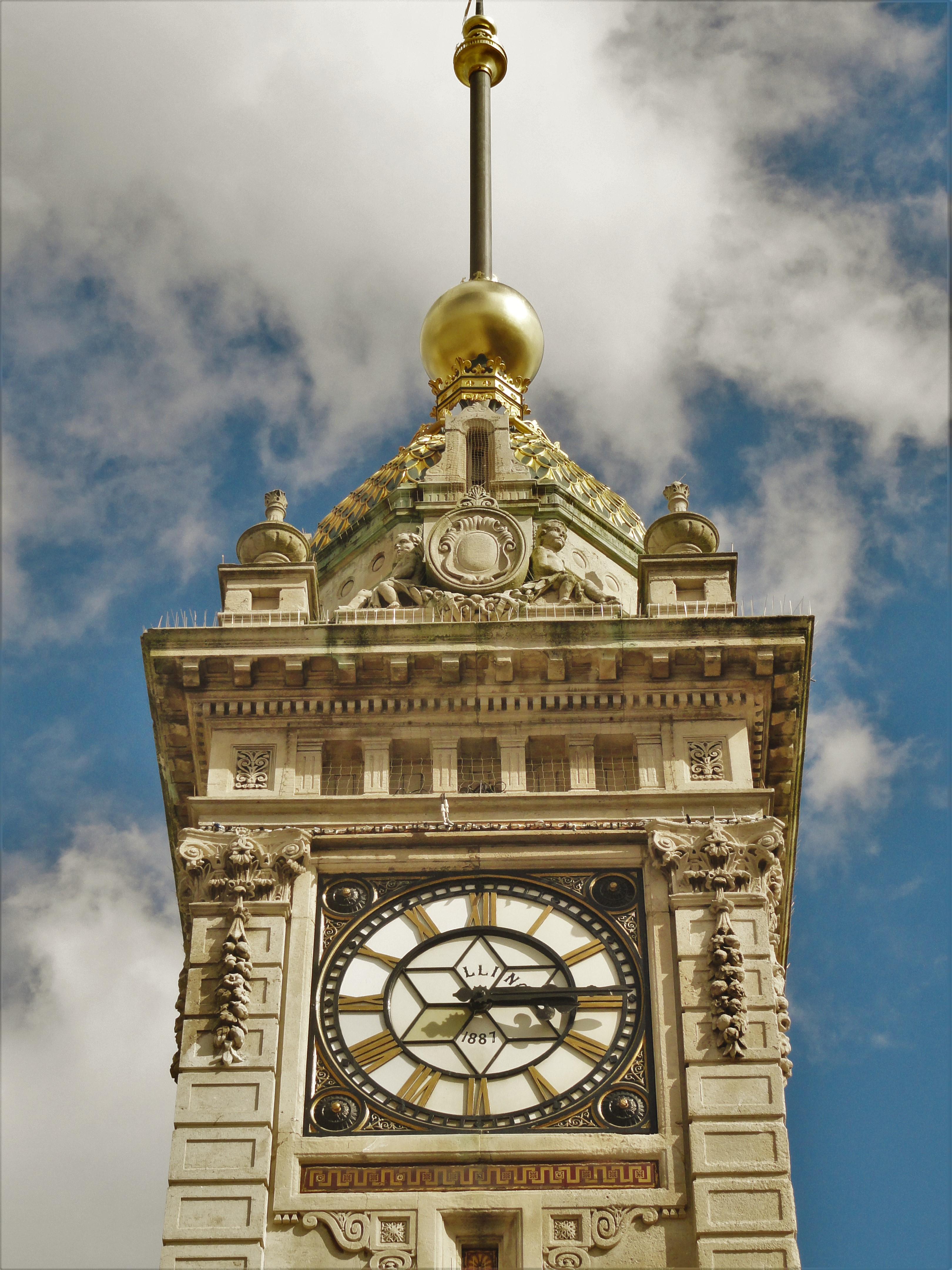
La torre del rellotge.

- El Royal Pavilion, un suntuós palau d'estil oriental, construït a comançaments del segle xix.
- El Palace Pier, construït el 1899, és un passeig vora la mar amb fira d'atraccions.
- L'embarcador de l'oest (West Pier), un altre passeig del 1866, que va estar tancat des el 1975 i que va patir dos incendis el 2003.
- El Brighton i360, una torre d'observació de 162 metres d'alçada, que es va inaugurar el 4 d'agost del 2016.
- La torre del rellotge, construïda el 1888 per celebrar el jubileu de la reina Victòria.
- L'església de sant Nicolau, la més antiga de la ciutat, (1086).
- L'església de sant Bartolomé, del 1874, dissenyada per l'arquitecte Edmund Scott.
- L'església de sant Pere, 1828.
- L'església de sant Martin, destacada per la seva decoració interior.
- La sinagoga de Middle Street, catalogada com a edifici d'interès grau II.

Molts visitants van al Grand Hotel, no per fer-hi estada sinó per admirar la seva notable arquitectura.
Platges

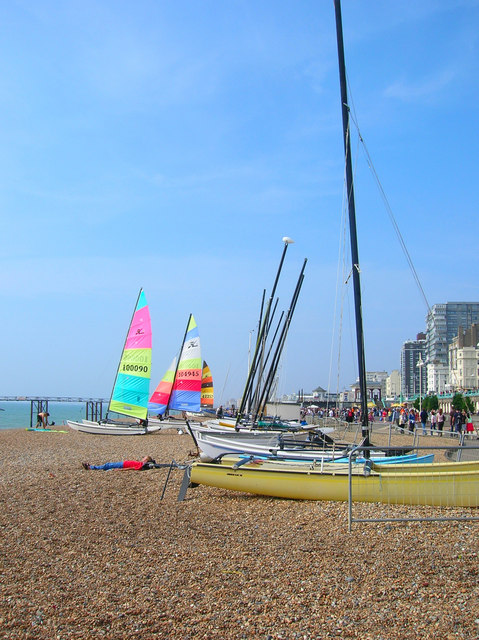
Velers a la platja de Brighton.

Brighton posseeix 8,7 km de platja de pedretes, que forma part dels 13 km de litoral que té el municipi. La veïna Hove és coneguda pels centenars de casetes de fusta pintada que de lloguer per a banyistes. A l'est del Palace Pier hi ha un tram de sorra eposat a la marea baixa. La secció de platja del Palace Pier ha estat guardonada amb la bandera blava. Cap a l'est, des de Hove, els noms del litoral són els següents  Boundary, Norfolk, Bedford, Metropole, Grand (pels quatre hotels que porten aquests noms), Centre, King's, Old Ship, Volk's, Albion, Palace Pier, Aquarium, Athina (on va encallar el 1980 el vaixell japonès MS Athina B), Paston, Banjo, Duke's, Cliff, Crescent i Black Rock. Cliff Beach és una platja nudista. Més enllà de Black Rock, els penya-segats s'eleven fins a 30 m i hi ha tres petites platges anomenades Ovingdean Gap, Rottingdean Gap i Saltdean Gap; totes comunicades per una sendera anomenada Undercliff Walk, que està afectada per despreniments de roques des de l'any 2000. Des de la demolició el 1978 dels iringuitos de la platja de Black Rock, la zona s'ha desenvolupat amb la construcció d'un passeig marítim amb bars, restaurants i botigues, un dels més llargs d'Europa. En el tram del Pool nomes hi ha una pista de skate i un mur per aficiionats al graffiti wall.
Museus

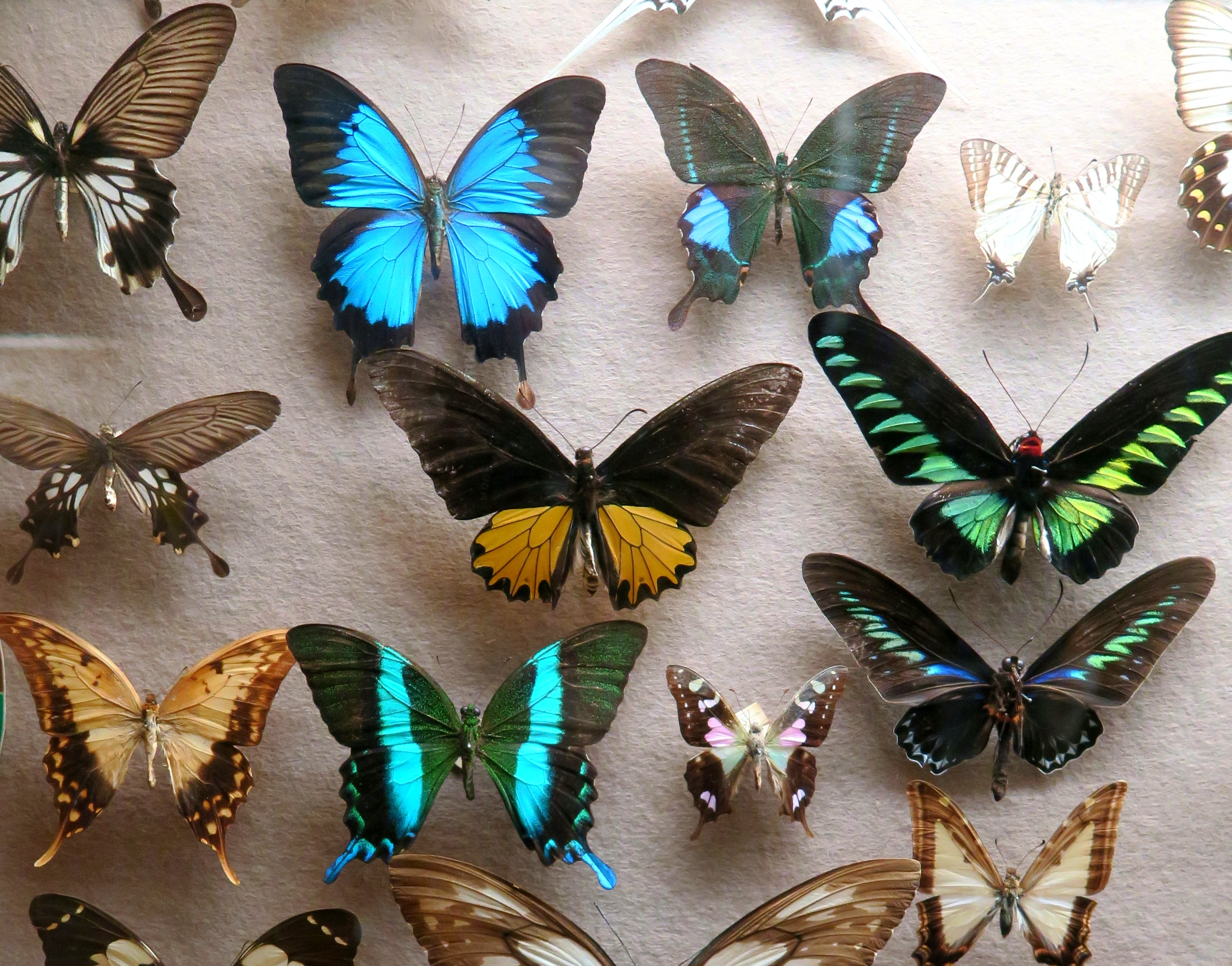
Papallones ehibides al museu Booth.

- Brighton Museum & Art Gallery, amb col·leccions diverses: objectes decoratius, ocells dissecats, vestits, joguines, elements arqueològics portats d'Egipte, etc.
- Preston Manor, una casa senyorial del 1738, amb una exposició d'objectes de l'època eduardiana.
- Booth Museum of Natural History, centrat en la taxidèrmia.
- Brighton Toy and Model Museum, on hi ha joguines i models a escala petita de trens i altres vehicles.
- Brighton Fishing Museum, sobre la història pesquera de la població.
- Dins el Royal Pavilion hi ha un museu sobre l'època de la regència 1811-1837.

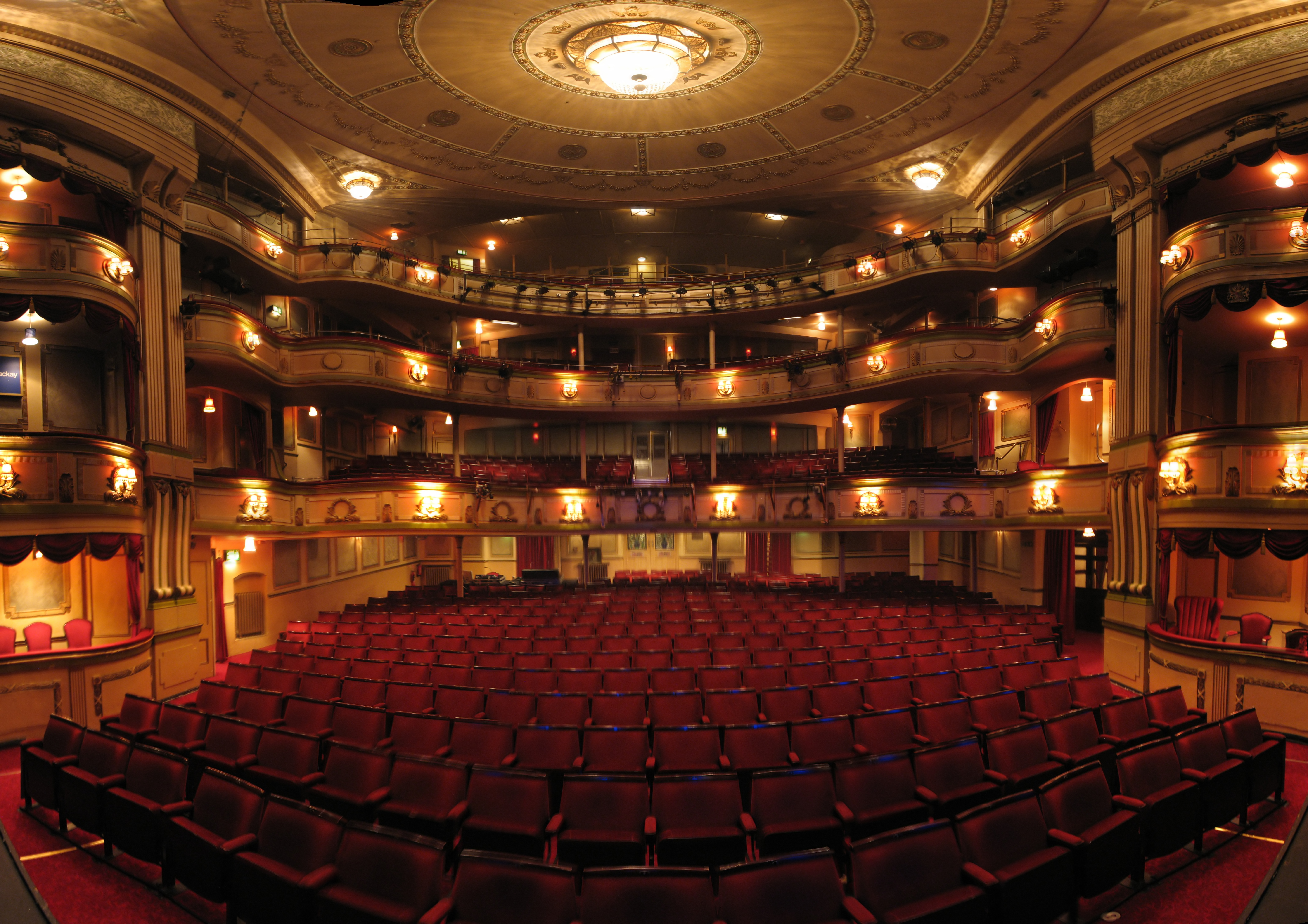
Theater Royal

Teatres
- Brighton Dome o Theater Royal
- Komedia
- Old Market, renovat el 2010.
- Marlborough Theatre
- New Venture
- Brighton Little Theatre.
- B•O•A•T, un teatre a l'aire lliure.

## Fills il·lustres
- Martin Ryle (1918 - 1984) astrònom, Premi Nobel de Física de l'any 1974.
- Alexander Robert Reinagle (1799-1877), compositor.